# 旧制中等教育学校の一覧 (千葉県)
千葉県における旧制中等教育学校の一覧（きゅうせいちゅうとうきょういくがっこうのいちらん）は、学制改革前（第二次世界大戦前）の千葉県内での旧学制の中等教育学校をまとめた一覧。

## 旧制中学校

### 公立
- 佐倉藩学問所（1792年）⇒ 温故堂 ⇒ 成徳書院 ⇒ 成徳館、開智館 ⇒ 成徳館、博文堂 ⇒（両校統合）佐倉県立成徳館 ⇒ 印旛県立成徳館 ⇒（私立）鹿山中学校（1873年）⇒ 佐倉英学校 ⇒ 佐倉輯成学校 ⇒ 佐倉尋常中学校（1896年）⇒ 千葉県佐倉中学校（1899年：県立移管）⇒ 千葉県立佐倉中学校 ⇒《新制》千葉県立佐倉高等学校 ⇒ 千葉県立佐倉第一高等学校 ⇒ 千葉県立佐倉高等学校（1961年）
- 千葉中学校（1878年）⇒ 千葉県尋常中学校 ⇒ 千葉県千葉中学校 ⇒ 千葉県立千葉中学校 ⇒《新制》千葉県立千葉高等学校 ⇒ 千葉県立千葉第一高等学校 ⇒ 千葉県立千葉高等学校 ⇒ 千葉県立千葉中学校・高等学校（2008年）
- 千葉県立千葉中学校木更津分校（1900年）⇒ 千葉県立木更津中学校（1901年）⇒《新制》千葉県立木更津高等学校 ⇒（統合）千葉県立木更津第一高等学校 ⇒ 千葉県立木更津高等学校（1961年）
- 千葉県立佐倉中学校成東分校（1900年）⇒ 千葉県立成東中学校（1901年）⇒《新制》千葉県立成東高等学校
- 千葉県佐原中学校（1900年）⇒ 千葉県立佐原中学校（1901年）⇒《新制》千葉県立佐原高等学校 ⇒ 千葉県立佐原第一高等学校 ⇒ 千葉県立佐原高等学校（1961年）
- 千葉県大多喜中学校（1900年）⇒ 千葉県立大多喜中学校 ⇒《新制》千葉県立大多喜高等学校
- 千葉県安房中学校（1901年）⇒ 千葉県立安房中学校 ⇒《新制》千葉県立安房高等学校 ⇒ 千葉県立安房第一高等学校 ⇒ 千葉県立安房高等学校
- 千葉県立千葉中学校松戸分校（1901年）⇒（1906年：廃校）
- 千葉県立銚子中学校（1900年）⇒（1906年：廃校）
- 組合立銚子中学校（1906年）⇒（1911年：廃校）
- 私立上埴生学館（1888年）、私立長生学校（1893年）⇒（1901年：両校合併）私立大成館 ⇒ 私立大成中学校（1911年）⇒ 千葉県立長生中学校（1923年）⇒《新制》千葉県立長生高等学校 ⇒（統合）千葉県立長生第一高等学校 ⇒ 千葉県立長生高等学校（1961年）
- 組合立長狭中学校（1922年）⇒ 千葉県立長狭中学校（1928年）⇒《新制》千葉県立長狭高等学校
- 千葉県立東葛飾中学校（1924年）⇒《新制》千葉県立東葛飾高等学校 ⇒ 千葉県立東葛飾中学校・高等学校（2016年）
- 千葉県立匝瑳中学校（1924年）⇒《新制》千葉県立匝瑳高等学校
- 牛久町外二町村組合立市原学館（1925年）⇒ 牛久町外八町村組合立千葉県市原中学校（1927年）⇒《新制・県立移管》千葉県立市原高等学校 ⇒ 千葉県立市原第一高等学校 ⇒ 千葉県立市原高等学校（1961年）
- 私立東華学校（1918年）⇒ 財団法人船橋中学校（1929年）⇒ 船橋市立船橋中学校（1940年）⇒ 千葉県立船橋中学校（1944年）⇒《新制》千葉県立船橋高等学校
- 銚子市立銚子中学校（1936年）⇒《新制》銚子市立銚子高等学校 ⇒ 銚子市立第一高等学校 ⇒ 銚子市立銚子高等学校
- 市川市立中学校（1943年）⇒ 市川市立国府台中学校 ⇒《新制》市川市立国府台高等学校 ⇒（1950年：県立移管）千葉県立国府台高等学校

### 私立
- 振起中学校（1878年/作新学校の中に設立）⇒（廃校）
- 盈進中学校（1879年創立）⇒（廃校）
- 成田英漢義塾（1887年）⇒ 成田中学校（1898年）⇒《新制・統合》成田高等学校 ⇒ 成田高等学校・付属中学校（1967年）
- 明倫中学校（1903年）⇒（昭和17年/廃校）
- 名教中学校（1905年：東京府豊多摩郡代々幡村）⇒《新制》名教学園中学校・高等学校 ⇒ 東海大学付属高等学校（1955年）⇒（1975年：東葛飾郡浦安町へ移転）東海大学付属浦安高等学校 ⇒ 東海大学付属浦安高等学校・中学校（1988年）⇒東海大学付属浦安高等学校・中等部（2008年）
- 松戸中学校（1906年設立認可）⇒（1909年：廃校 → 生徒は千葉県立園芸専門学校予科に編入）⇒（1910年：予科を廃止）
- 関東中学校（1925年）⇒《新制》千葉関東高等学校 ⇒ 千葉敬愛高等学校（1958年）
- 市川中学校（1937年）⇒《新制》市川中学校・高等学校

## 高等女学校

### 公立
- 千葉県高等女学校（1900年）⇒ 千葉県立千葉高等女学校 ⇒《新制》千葉県立千葉女子高等学校 ⇒ 千葉県立千葉第二高等学校 ⇒ 千葉県立千葉女子高等学校（1961年）
- 千葉県立東金高等女学校（1908年）⇒《新制》千葉県立東金高等学校
- 安房郡立女子技芸学校（1907年）⇒ 千葉県安房郡立高等女学校（1909年）⇒ 千葉県立安房高等女学校（1921年）⇒《新制》千葉県立安房女子高等学校 ⇒ 千葉県立安房第二高等学校 ⇒ 千葉県立安房南高等学校 ⇒（2008年：統合）千葉県立安房高等学校
- 佐原町立佐原女学校（1908年）⇒ 香取郡立高等女学校（1910年）⇒ 千葉県立佐原高等女学校（1923年）⇒《新制》千葉県立佐原女子高等学校 ⇒ 千葉県立佐原第二高等学校 ⇒ 千葉県立佐原女子高等学校 ⇒（2003年：共学化）千葉県立佐原白楊高等学校
- 君津郡立木更津高等女学校（1910年）⇒ 千葉県立木更津高等女学校（1923年）⇒《新制》千葉県立木更津女子高等学校 ⇒ 千葉県立木更津第二高等学校 ⇒ 千葉県立木更津東高等学校（1961年）
  - 木更津市立高等女学校（1946年）⇒（1947年：千葉県立木更津高等女学校に統合）
- 市原郡立市原染織補習学校（1901年：市原郡八幡町）⇒ 市原郡立市原染織学校 ⇒（1907年：市原郡鶴舞町へ移転）⇒ 市原郡立市原実科高等女学校（1911年）⇒ 市原郡立市原高等女学校（1917年）⇒ 千葉県立市原高等女学校 ⇒《新制》千葉県立鶴舞高等学校 ⇒（統合）千葉県立市原第二高等学校 ⇒ 千葉県立鶴舞商業高等学校 ⇒（統合）千葉県立鶴舞桜が丘高等学校 ⇒（2019年：統合）千葉県立市原高等学校
- 東葛飾郡立松戸実科高等女学校（1919年）⇒ 東葛飾郡立松戸高等女学校（1921年）⇒ 千葉県立松戸高等女学校 ⇒《新制》千葉県立松戸高等学校
- 佐倉町立佐倉女子技芸学校（1907年）⇒ 佐倉町立佐倉実践女学校 ⇒ 印旛郡立佐倉実科高等女学校 ⇒ 印旛郡立佐倉高等女学校（1922年）⇒ 千葉県立佐倉高等女学校 ⇒《新制》千葉県立佐倉女子高等学校 ⇒ 千葉県立佐倉第二高等学校 ⇒ 千葉県立佐倉東高等学校（1961年）
- 海上郡立銚子実科高等女学校（1911年）⇒ 千葉県銚子実科高等女学校 ⇒ 千葉県立銚子高等女学校（1923年）⇒《新制》千葉県立銚子女子高等学校 ⇒ （銚子商業高等学校と統合）千葉県立銚子高等学校 ⇒ （銚子商業高等学校と統合解消）千葉県立銚子第一高等学校 ⇒（1954年：銚子第二高等学校と統合）千葉県立銚子高等学校
- 本銚子町立本銚子実科補習学校（1916年）⇒ 本銚子町立本銚子実科女学校 ⇒ 銚子市立飯沼実科女学校 ⇒ 銚子市立実科高等女学校 ⇒ 銚子市立銚子高等女学校（1942年）⇒《新制》銚子市立銚子女子高等学校 ⇒ 銚子市立第二高等学校 ⇒ 千葉県立銚子第二高等学校 ⇒（1954年：銚子第一高等学校と統合）千葉県立銚子高等学校
- 野田町立野田高等女学校（1925年）⇒ 千葉県野田高等女学校 ⇒《新制・県立移管》千葉県立野田高等学校 ⇒（2006年：統合）千葉県立野田中央高等学校
- 大多喜町立実業補習学校（1896年）⇒ 大多喜興業補習学校 ⇒ 大多喜興業学校 ⇒ 大多喜女子実業学校 ⇒ 大多喜町外八町村組合立大多喜高等女学校（1926年）⇒ 千葉県立大多喜高等女学校 ⇒《新制》千葉県立大多喜女子高等学校 ⇒（統合）千葉県立大多喜高等学校森宮校舎 ⇒（独立）千葉県立大多喜女子高等学校 ⇒（2004年：統合）千葉県立大多喜高等学校
- 山武郡立松尾実業学校（1909年）⇒ 山武郡立女子実業学校 ⇒ 山武郡立山武実科高等女学校 ⇒ 千葉県立山武実科高等女学校 ⇒ 千葉県立松尾高等女学校（1935年）⇒《新制》千葉県立松尾高等学校
- 私立岩川静和女学校（1902年：長生郡豊栄村）⇒（1919年：長生郡茂原町へ移転）茂原静和女学校 ⇒ 千葉静和高等女学校（1936年）⇒（1939年：県立移管）千葉県立長生高等女学校 ⇒《新制》千葉県立長生女子高等学校 ⇒ 千葉県立長生第二高等学校 ⇒ 千葉県立茂原高等学校（1961年）
- 千葉市立千葉高等女学校（1941年）⇒《新制》千葉市立女子高等学校 ⇒ 千葉県立千葉第三高等学校 ⇒ 千葉県立千葉東高等学校（1961年）
- 北条町立北条実科高等女学校（1926年）⇒ 館山北条町立北条実科高等女学校 ⇒ 館山市立北条実科高等女学校 ⇒ 館山市立館山高等女学校（1943年）⇒《新制》館山市立館山高等学校 ⇒（1965年：県立移管）千葉県立館山高等学校 ⇒（2008年：統合）千葉県立館山総合高等学校
- 町立大原実科高等女学校（1928年）⇒ 千葉県立大原実科高等女学校 ⇒ 千葉県立大原高等女学校（1943年）⇒《新制》千葉県立大原高等学校
- 御宿町布施村浪花村豊浜村組合立千葉県御宿実科高等女学校（1928年）⇒ 組合立御宿高等女学校（1943年）⇒《新制》千葉県組合立御宿家政高等学校 ⇒（統合）千葉県立夷隅高等学校御宿校舎 ⇒（独立）千葉県立御宿家政高等学校（昭和40年）⇒（2005年：統合）千葉県立勝浦若潮高等学校 ⇒（2015年：統合）千葉県立大原高等学校
- 千葉県勝浦実業学校女子部 ⇒（1943年：独立）千葉県勝浦高等女学校 ⇒《新制・統合》千葉県町立勝浦高等学校 ⇒（1950年：統合）千葉県立夷隅高等学校 ⇒ 千葉県立勝浦高等学校（1966年）⇒（2005年：統合）千葉県立勝浦若潮高等学校 ⇒（2015年：統合）千葉県立大原高等学校
- 市川市立高等女学校（1946年）⇒《新制・統合》市川市立国府台高等学校 ⇒ 千葉県立国府台高等学校（1950年）
- 八街町立八街高等女学校（1946年）⇒《新制》八街町立八街高等学校 ⇒（1950年：統合）千葉県立佐倉第二高等学校八街校舎 ⇒（1958年：独立）千葉県立八街高等学校
- 千葉県君津郡大貫町立高等女学校（1946年）⇒《新制》大貫町立大貫高等学校 ⇒ 千葉県立大貫高等学校 ⇒ 千葉県立天羽高等学校大貫校舎 ⇒ 千葉県立君津商業高等学校（1963年）

### 私立
- 女子独立学校（1883年：東京府南豊島郡角筈村）⇒ 角筈女学校（1900年）⇒ 精華女学校 ⇒ 精華高等女学校（1908年）⇒《新制》精華学園女子中学校・高等学校 ⇒（1969年：新宿区柏木へ移転）⇒（1973年：市原市能満へ移転）精華学園第二女子中学校・高等学校 ⇒ 東海精華女子中学校・高等学校 ⇒ 東海大学精華女子高等学校 ⇒（1986年：共学化）東海大学付属市原望洋高等学校
- 成田山女学校（1908年）⇒ 成田高等女学校（1911年）⇒《新制・統合》成田高等学校 ⇒ 成田高等学校・付属中学校（1967年）
- 八日市場女学校（1920年）⇒ 東敬愛実科女学校 ⇒ 八日市場敬愛高等女学校（1924年）⇒《新制》千葉県敬愛高等学校 ⇒ 八日市場敬愛高等学校 ⇒（2000年：共学化）敬愛大学八日市場高等学校
- 千葉淑徳高等女学校（1925年）⇒《新制》千葉明徳中学校・高等学校
- 国府台高等女学校（1926年）⇒ 国府台学院高等女学校 ⇒《新制》国府台学院女子中学校・高等学校 ⇒ 国府台女子学院中学部・高等部（1951年）
- 船橋実科高等女学校（1925年）⇒ 船橋高等女学校（1928年）⇒《新制》船橋学園女子中学校・高等学校 ⇒ 東葉高等学校（1996年）
- 千葉実科高等女学校（1925年）⇒ 寒川高等女学校（1928年）⇒ 精華高等女学校・千葉女子商業学校 ⇒（1940年：精華高等女学校が廃校）⇒《新制》千葉女子経済高等学校 ⇒ 千葉経済高等学校 ⇒ 千葉経済大学附属高等学校（1993年）
- 長狭実践女学校（1929年）⇒ 長狭高等実践女学校 ⇒ 長狭高等女学校（1943年）⇒《新制》南総学園高等学校 ⇒ 鴨川第一高等学校 ⇒ 千葉未来高等学校 ⇒ 文理開成高等学校 ⇒ 鴨川令徳高等学校（2020年）
- 裁縫技芸塾（1887年）⇒ 東金裁縫女学校 ⇒ 東金女子高等職業学校 ⇒ 東金女子農業学校 ⇒ 東金女子高等職業学校 ⇒ 横芝女子高等職業学校 ⇒《新制》高橋高等学校 ⇒ 東金女子高等学校 ⇒（2000年：共学化）千葉学芸高等学校
- 長生裁縫女学校（1899年）⇒ 千葉県長生家政高等女学校 ⇒《新制》千葉県長生家政高等学校 ⇒ 千葉県長南高等学校 ⇒ 茂原北陵高等学校（1994年）
- 佐原淑徳裁縫女学校（1901年）⇒ 私立佐原女子商業学校 ⇒《新制》佐原淑徳高等学校 ⇒ 千葉萌陽高等学校（2001年）
- 安房女子裁縫伝習所（1905年）⇒ 千葉県安房高等家政女学校 ⇒ 安房女子商業学校 ⇒《新制》千葉県安房女子高等学校 ⇒（1981年：共学化）千葉県安房西高等学校
- 道徳科学専攻塾（1935年）⇒ 道徳科学専攻塾高等部 ⇒《新制》麗澤中学校・高等学校

## 実業学校
東葛飾
- 千葉県東葛飾郡立野田農学校（1919年）⇒ 千葉県立野田農学校（1923年）⇒ 千葉県立野田農工学校 ⇒（1946年：分離）千葉県立野田農学校、千葉県立野田工学校 ⇒《新制・再統合》千葉県立野田実業高等学校 ⇒（1950年：統合）千葉県立野田高等学校清水校舎 ⇒（1954年：分離独立）千葉県立野田実業高等学校 ⇒ 千葉県立清水高等学校（1964年）
- 市川市立工業学校（1943年）⇒《新制》千葉県立市川工業高等学校

千葉
- 千葉町立千葉商工補習学校（1901年）⇒ 千葉町立千葉商業補習学校 ⇒ 千葉市立千葉商業補習学校 ⇒ 千葉県千葉商業学校（1923年）⇒（1944年：戦時非常措置）千葉市立航空工業学校 ⇒ 千葉市立工業学校（1945年）⇒ 千葉県千葉商業学校 ⇒《新制》千葉市立商業高等学校 ⇒（1950年：県立移管）千葉県立千葉商業高等学校
- 千葉市立千葉工業学校（1936年）⇒（1939年：県立移管）千葉県立千葉工業学校 ⇒《新制》千葉県立千葉工業高等学校

印旛
- 千葉県立印西農学校（1901年：印旛郡木下町）⇒（1930年：統合）千葉県立印旛実業学校 ⇒《新制》千葉県立印旛高等学校 ⇒（2010年：千葉ニュータウン地区に移転）千葉県立印旛明誠高等学校
  - 組合立印西女子工業補習学校 ⇒ 組合立印西女子染色学校 ⇒ 印西女子実業学校（1919年）⇒ 千葉県印西実科女学校（1923年）⇒（1930年：千葉県立印旛実業学校に統合）

香取
- 小御門村立小御門農学校（1900年）⇒ 香取郡立小御門農学校（1919年）⇒ 千葉県立小御門農学校（1923年）⇒《新制》千葉県立小御門農業高等学校 ⇒（1950年：統合）千葉県立佐原第一高等学校小御門校舎 ⇒（1956年：分離独立）千葉県立下総農業高等学校 ⇒ 千葉県立下総高等学校（1994年）
- 多古町立多古農学校（1907年）⇒ 香取郡立多古農学校（1919年）⇒ 千葉県立多古農学校（1923年）⇒《新制》千葉県立多古実業高等学校 ⇒ 千葉県立多古高等学校（1949年）
  - 多古町立多古家政女学校（1933年）⇒（1944年：千葉県立多古農学校に統合）
- 小見川町立小見川農学校（1922年）⇒（1928年：県立移管）千葉県立小見川農学校 ⇒《新制》千葉県立小見川実業高等学校 ⇒ 千葉県立小見川農業高等学校 ⇒ 千葉県立小見川高等学校（1951年）

海上
- 千葉県立銚子商業学校（1909年）⇒（1944年：戦時非常措置）千葉県立銚子工業学校 ⇒ 千葉県立銚子商業学校（1946年）⇒《新制》千葉県立銚子商業高等学校 ⇒（1950年：千葉県立銚子女子高等学校と統合）千葉県立銚子高等学校 ⇒（1953年：独立）千葉県立銚子商業高等学校
- 千葉県立銚子水産学校（1943年）⇒《新制》千葉県立銚子水産高等学校 ⇒（2008年：統合）千葉県立銚子商業高等学校
- 海上郡立農学校（1911年）⇒ 千葉県立旭農学校（1923年）⇒《新制》千葉県立旭農業高等学校

市原
- 組合立千葉県市原農林高等学校（1945年）⇒《新制》千葉県立市原実業高等学校 ⇒（1950年：統合）千葉県立市原第二高等学校 ⇒（1955年：独立）千葉県立市原園芸高等学校 ⇒（2005年：統合）千葉県立鶴舞桜が丘高等学校 ⇒（2019年：統合）千葉県立市原高等学校

君津
- 湊町外10ヶ町村組合立実業補習学校（1902年）⇒ 組合立天羽実業補習学校 ⇒ 湊町6ヶ村組合立天羽農学校（1910年）⇒ 君津郡立天羽農学校 ⇒ 千葉県立天羽農学校（1923年）⇒《新制》千葉県立天羽農業高等学校 ⇒ 千葉県立天羽高等学校（1950年）
- 中村外五か村組合立周准農学校（1910年）⇒ 君津郡立周准農学校（1911年）⇒（1928年：県立移管）千葉県立周准農学校 ⇒《新制》千葉県立周准農業高等学校 ⇒（1950年：統合）千葉県立木更津第一高等学校周准校舎 ⇒（1956年：独立）千葉県立上総農業高等学校 ⇒ 千葉県立上総高等学校（1969年）⇒（2020年：統合）千葉県立君津高等学校
- 君津郡立小櫃農学校（1917年）⇒ 君津実業中等学校（1927年）⇒（1929年：県立移管）千葉県立君津農林学校 ⇒《新制》千葉県立君津農林高等学校 ⇒ 千葉県立君津青葉高等学校（1999年）

長生
- 一宮実業学校（1927年）⇒ 一宮町立一宮実業学校（1928年）⇒（1936年：県立移管）千葉県立一宮実業学校 ⇒《新制》千葉県立一宮実業高等学校 ⇒（1950年：統合）千葉県立長生第一高等学校商業課程（一宮校舎）⇒（1953年：独立）千葉県立一宮商業高等学校

山武
- 片貝村立片貝実科補習学校（1919年）⇒ 片貝町立実科女学校（1935年）⇒ 片貝町立片貝女子農業学校 ⇒《新制・統合》千葉県立東金高等学校片貝分校 ⇒（1974年：独立）千葉県立九十九里高等学校
- 山武郡立山武農学校（1920年）⇒ 千葉県立山武農学校 ⇒《新制》千葉県立山武農業高等学校 ⇒（2008年：統合）千葉県立大網高等学校
- 東金町立東金公民学校（1927年）⇒ 東金実業学校（1935年）⇒《新制・統合》東金町立東金商業高等学校 ⇒（1950年：統合）千葉県立東金高等学校商業課程 ⇒（1953年：分離独立）千葉県立東金商業高等学校
- 農会立東金家政女学校（1932年）⇒（1937年：町立移管）千葉県東金高等家政女学校 ⇒ 東金町立千葉県東金女子商業学校（1944年）⇒《新制・統合》東金町立東金商業高等学校 ⇒（1950年：統合）千葉県立東金高等学校商業課程 ⇒（1953年：分離独立）千葉県立東金商業高等学校

夷隅
- 勝浦水産補習学校（1901年）⇒ 勝浦実業補習学校 ⇒ 勝浦実科学校 ⇒ 千葉県勝浦実業学校（1935年）⇒ 千葉県勝浦商業学校（1943年）⇒（1944年：戦時非常措置）千葉県勝浦工業学校 ⇒《新制・統合》千葉県町立勝浦高等学校 ⇒（1950年：統合）千葉県立夷隅高等学校 ⇒ 千葉県立勝浦高等学校（1966年）⇒（2005年：統合）千葉県立勝浦若潮高等学校 ⇒（2015年：統合）千葉県立大原高等学校
- 長者町中根村古沢村組合立長者高等実業補習学校（1926年）⇒ 長者町外二カ村組合立長者実科学校 ⇒ 千葉県長者農学校（1935年）⇒ 長者町外六カ村組合立長者農学校 ⇒《新制》千葉県立長者農業高等学校 ⇒（1950年：統合）千葉県立大原高等学校長者校舎 ⇒（1962年：分離、統合）千葉県立茂原農業高等学校長者校舎（園芸科）⇒（1973年：分離独立）千葉県立岬高等学校 ⇒（2015年：統合）千葉県立大原高等学校

安房
- 安房郡立千葉県安房農業水産学校（1922年：安房郡南三原村）⇒ 千葉県立安房農業水産学校（1923年）⇒ 千葉県立安房農学校（1923年）⇒《新制》千葉県立安房農業高等学校 ⇒ 千葉県立安房拓心高等学校（2004年）
- 保田町勝山町佐久間村平群村組合立鋸南実業補習学校（1922年）⇒ 組合立鋸南高等実業補習学校 ⇒ 組合立鋸南実科学校 ⇒ 組合立鋸南青年学校 ⇒ 組合立鋸南農学校（1942年）⇒《新制》千葉県立鋸南農業高等学校 ⇒（1950：統合）千葉県立安房第一高等学校鋸南校舎 ⇒（1963年：農業科廃止、安房農業高校へ移管）
- 安房郡立安房農業水産学校館山分校（1922年）⇒（1923年：独立）千葉県立安房水産学校 ⇒《新制》千葉県立安房水産高等学校 ⇒（2008年：統合）千葉県立館山総合高等学校